# روژافا
روژافا (به مجاری:  Rózsafa) یک منطقهٔ مسکونی در مجارستان است که در ناحیه سیگت‌وار واقع شده‌است.